# Modellerne
Modellerne (org. Models, Inc.) er en amerikansk dramaserie, produceret af Aaron Spelling i 1994 og 1995.
Serien, der var et spin-off af den populære serie Melrose Place, fik således kort tid på tv-skærmene. Seriens platform var et modelbureau, Models Inc., i Los Angeles, drevet af Hillary Michaels (Linda Gray), som er mor til Amanda Woodard (Heather Locklears karakter i Melrose Place).